# HD 37811
HD 37811, eller HR 1958, är en ensam stjärna i den mellersta delen av stjärnbilden Duvan. Den har en skenbar magnitud av ca 5,44 och är svagt synlig för blotta ögat där ljusföroreningar ej förekommer. Baserat på parallax enligt Gaia Data Release 3 på ca 8,5 mas, beräknas den befinna sig på ett avstånd på ca 382 ljusår (ca 117 parsek) från solen. Den rör sig närmare solen med en heliocentrisk radialhastighet på ca -8 km/s.

## Egenskaper
HD 37811 är en gul till vit jättestjärna av spektralklass G6/8 III, som befinner sig på den röda jättegrenen, vilket betyder att den förbrukat förrådet av väte i dess kärna och genererar energi genom kärnfusion av helium i ett yttre skal. Den har en massa som är ca 3 solmassor, en radie som är ca 11,7 solradier och har ca 86 gånger solens utstrålning av energi från dess fotosfär vid en effektiv temperatur av ca 5 100 K.